# أوليسس فالنتين
أوليسس فالنتين هو مصارع هاوي دومينيكاني، ولد في 6 يونيو 1968.

## وصلات خارجية
- أوليسس فالنتين على موقع قاعدة بيانات المصارعة الدولية (الإنجليزية)
- أوليسس فالنتين على موقع أوليمبيديا (الإنجليزية)